# Айзък Шелби
Айзък Шелби (на английски: Isaac Shelby) е американски военнослужещ и политик; работи като първи и пети губернатор на щата Кентъки (1792 – 1796, 1812 – 1816).

## Биография
Роден е на 11 декември 1750 г. близо до град Хейгърстаун в каунти (окръг) Фредерик, разположен в британската провинция Мериленд. Син е на Евън и Летишия (Кокс) Шелби. Семейството се премества в западната част на колонията Вирджиния през 1772 г. и управлява търговски пост. Шелби работи като лейтенант по време на Дънморската война през 1774 г. През следващата година проучва земята в Кентъки и през 1776 г. се заселва там.
По време на Американската война за независимост Патрик Хенри, губернаторът на Вирджиния, възлага на Шелби да осигури провизии за армията на границата. През 1780 г. е избран в законодателния орган на Вирджиния.
На 19 август 1780 г. Айзък Шелби, Джеймс Уилямс и Илайджа Кларк предвождат т.нар. задпланинци („Overmountain Men“) от Форт Уотога близо до днешен Елизабетън в Тенеси и побеждават в боя при Мъсгроув Мил. 
След още няколко сражения, Шелби се преселва в Северна Каролина и е избран два пъти в законодателния орган. През 1783 се връща в Кентъки, където се жени за Сюзана Харт. Шелби е в настоятелството на Сентър Колидж в Денвил, Кентъки. Смятан е за основател на Френкфърт, Кентъки.
Когато Кентъки влиза в състава на Съединените щати, Шелби е избран за неин първи губернатор. Осигурява федерална помощ за защита на границата. Когато мандатът му изтича, конституцията на Кентъки не позволява напускащият губернатор да се кандидатира за новите избори. Така Шелби се оттегля във фермата си в каунти Линкълн. През 1812 г. се кандидатира за губернатор и е избран отново. Когато мандатът му изтича през 1816 г., той получава предложение от президента Джеймс Монро да работи като секретар на войната, но отказва.
|  | Тази страница частично или изцяло представлява превод на страницата „Айзък Шелби“ в Уикипедия на английски. Оригиналният текст, както и този превод, са защитени от Лиценза „Криейтив Комънс – Признание – Споделяне на споделеното“, а за съдържание, създадено преди юни 2009 година – от Лиценза за свободна документация на ГНУ. Прегледайте историята на редакциите на оригиналната страница, както и на преводната страница, за да видите списъка на съавторите. ВАЖНО: Този шаблон се отнася единствено до авторските права върху съдържанието на статията. Добавянето му не отменя изискването да се посочват конкретни източници на твърденията, които да бъдат благонадеждни. |